# Reklamspel
Reklamspel är spel vars huvudsakliga syfte är att göra reklam för ett företag eller en produkt. Spelen är för det mesta gratis i form av webbspel men kan även distribueras på CD-rom eller DVD. De används bland annat som en del i kortlivade reklamkampanjer eller som ett mervärde på webbplatser. Fysiska produkter kan även fungera som profilvaror.
Andra användningsområden är för att locka besökare på mässor genom varuprover.
Spelen är oftast begränsade i sin omfattning och försöker knyta an till det varumärke de ska marknadsföra. En tillverkare av däck kan till exempel välja att göra ett bilspel.
Även om reklamspelen är små och enkla jämfört med de stora titlarna, kan de nå stor popularitet. Spelet Monzta Grand Prix hade över 200 000 unika besök under februari 2006 enligt statistik från Brynäs IF:s webbplats. Anledningen till att spel är populära tros vara att de är:
- gratis
- lättillgängliga (kräver bara dator och internetuppkoppling)
- går snabbt att spela

Ofta visas även spelresultat direkt i en highscorelista och när spelen används i kampanjer är det inte ovanligt att det delas ut vinster.
I dag är det, precis som på film, även vanligt med produktplacering i speltitlar som är till för försäljning i butik.
Ett exempel på reklamspel är America's Army som används som ett rekryteringsverktyg för amerikanska armén. 